# Nia Nacci
Nia Nacci (* 10. Dezember 1998 in Tulsa, USA) ist eine US-amerikanische Pornodarstellerin.

## Leben
Nia Naccis ehemaliger Freund brachte sie 2017 in das Pornogeschäft und einer ihrer Agenten der Agentur 360 Models schlug ihren Künstlernamen vor. Sie ist eine erfahrene Turnerin und zeigt ihre Beweglichkeit in den Szenen, wie einen 180 Grad Split.
Als Darstellerin hat sie für Studios wie Twistys Network, Reality Kings, Kelly Madison Networks, Team Skeet, Naughty America, FTV Girls, Black Valley Girls, netvideogirls.com, Vixen, Dogfart Network und 21sextury Network gearbeitet.
Sie ist bekannt für ihre Darstellungen in Filmen der Genre „Ebony“ und „Teenager“.

## Auszeichnungen

### Siege
- 2018: Urban X Award – Nicest Breast
- 2019: Urban X Award – Urban X Hottie[2]

### Nominierungen
- 2019: AVN Award – Best New Starlet
- 2020: AVN Award – Best female performer
- 2020: NightMoves Award – Best Female Performer[3]

## Filme (Auswahl)
- 2018: Ripe 5
- 2019: Love Emergency
- 2020: Bang POV 15
- 2020: Ebony Anal Queens
- 2020: Round and Brown 48
- 2020: Black Curves Ahead
- 2020: Dolls in Denim
- 2020: Black Beauties
- 2021: Blacked Raw 36
- 2021: Tonight’s Girlfriend 101
- Pure Ebony
- Black Valley Girls 2
- Young Fantasies 5
- Axel Braun’s Brown Sugar 4
- Bad Behavior
- The Cursed XXX
- Brown Bunnies 29
- Ebony Ecstasy
- Black To School
- Ebony Overload
- First Taste Of Brown Sugar
- I Like Black Girls 8